# Scaptesyle
Scaptesyle is een geslacht van vlinders van de familie spinneruilen (Erebidae), uit de onderfamilie Arctiinae.

## Soorten
- S. aroa Bethune-Baker, 1904
- S. aurigena Walker, 1863
- S. bicolor Walker, 1864
- S. bifasciata Snellen, 1904
- S. bipartita Rothschild, 1913
- S. bizone Rothschild, 1912
- S. dentata Talbot
- S. dictyota Meyrick, 1886
- S. dichotoma Meyrick, 1886
- S. equidistans Lucas, 1890
- S. fovealis Hampson, 1903
- S. incerta Semper, 1899
- S. integra Swinhoe, 1894
- S. ixias Hampson, 1900
- S. luzonica Swinhoe, 1916
- S. mirabilis Hampson, 1900

- S. monogrammaria Walker, 1862
- S. plumosus Rothschild, 1912
- S. pseudolabia Hampson, 1918
- S. rothschildi Draudt, 1914
- S. subtricolor van Eecke, 1927
- S. tetramita Turner, 1940
- S. thestias Snellen, 1904
- S. tricolor Walker, 1854
- S. violinitens Rothschild, 1912